# Grafton Street

Die Grafton Street in Dublin

Die Grafton Street (irisch Sráid Grafton) ist Dublins Haupt-Einkaufsstraße. Sie führt von St. Stephen’s Green im Süden zum Trinity College im Norden. Die Straße wurde nach dem ersten Duke of Grafton (1663–1690) benannt, der Land in dieser Gegend besaß. Sie entstand aus einer ländlichen Straße im Jahre 1708 und wurde von der Dawson-Familie 1708 ausgebaut. Nach dieser Familie ist die parallel verlaufende Dawson Street benannt.
Seit den 1980er-Jahren ist die Straße, bis auf einen kleinen Teil zwischen Nassau Street und College Green, eine Fußgängerzone. Doch auf diesem kleinen Teilstück finden sich zwei Dubliner Sehenswürdigkeiten: Das Haus des Dekans des Trinity Colleges aus dem 18. Jahrhundert und die Statue von Molly Malone aus dem späten 20. Jahrhundert, die heutzutage ein populärer Treffpunkt ist.
In der Grafton Street finden sich immer einige Straßenkünstler oder Musiker, die die Menschenmassen unterhalten.
Die Eröffnung der Straßenbahn Luas in Dublin Ende Juni 2004 führte bis Oktober zu 20 % mehr „Einkäufern“ in der Grafton Street, obwohl ein kurz danach eröffnetes großes Einkaufszentrum in Dundrum am anderen Ende der Straßenbahnlinie ebenfalls Käufermassen anlockt.
Die Grafton Street hält mit einem jährlichen Mietpreis von 3.794 Euro pro Quadratmeter den 13. Platz in einer von dem Gewerbeimmobilien-Beratungsunternehmen Cushman & Wakefield ermittelten Rangliste der teuersten Einkaufsstraßen weltweit und den somit den siebten Platz in Europa. (Stand November 2019)

## Bekannte Geschäfte in der Grafton Street
- Brown Thomas Department Store (Kaufhaus)
- Weirs (Juwelier)
- Dunnes Stores (Frauenbekleidung)
- HMV (Musik)
- Marks and Spencer (Bekleidung und Lebensmittel)
- River Island clothes (Bekleidung)
- Bewley’s (traditionsreiches Café und Teehaus, Bäckerei)
- Levi’s (Bekleidung)

## Bekannte Straßenkünstler in der Grafton Street
- Paddy Casey – ehemaliger Straßenmusiker in der Grafton Street, heute international erfolgreicher Musiker
- Glen Hansard – ehemaliger Straßenmusiker in der Grafton Street, Oscarpreisträger und Teil des Duos The Swell Season
- Dermot Kennedy – ehemaliger Straßenmusiker in der Grafton Street, heute international erfolgreicher Musiker
- Keywest – britisch-irische Pop-Rock-Band aus Dublin
- David McSavage – Stand-up Comedian, heute international erfolgreicher Comedian
- Damien Rice – ehemaliger Straßenmusiker in der Grafton Street, heute international erfolgreicher Musiker
- Rodrigo y Gabriela – ehemaliger Straßenmusiker in der Grafton Street, mexikanisches Gitarrenduo
- Allie Sherlock  – irische Straßenmusikerin, mittlerweile Plattenvertrag